# Андерсон, Джон Кинлох
Джон Кинлох «Джок» Андерсон (англ. John Kinloch "Jock" Anderson; 3 января 1924, Пенджаб — 13 октября 2015, Беркли, Калифорния) — американский учёный-антиковед.
Эмерит-профессор классической археологии Калифорнийского университета в Беркли.

## Биография
Получил образование в Тринити-колледже (ныне Гленалмонд-колледж) в Шотландии, а затем в Оксфордском университете в колледже Крайст-Чёрч.
В годы Второй мировой войны служил в армии.
После войны участвовал в крупных археологических раскопках в Греции и Турции.
В 1953 году начал преподавать в Университете Отаго (Новая Зеландия), где также познакомился со своей будущей женой Эсперанс. Спустя пять лет они переехали в Беркли, где Андерсон стал преподавать в Калифорнийском университет, где стал профессором. С 1993 года в отставке, эмерит.
Стипендиат Гуггенхайма (1966).
Автор нескольких книг.
Супруга умерла в 2000 году.
Трое детей.